# Herma Stiglitz
Herma Stiglitz (geboren am 29. Juli 1921 als Hermine Josefa Thaller in Wien; gestorben am 18. Dezember 2018) war eine österreichische Provinzialrömische Archäologin.

## Leben
Herma Thaller studierte seit 1940 Alte Geschichte und Klassische Archäologie an der Universität Wien. Am 4. April 1945 wurde sie bei Rudolf Egger und Josef Keil mit einer Arbeit Die Bevölkerung Noricums promoviert. Bereits seit Herbst 1945 arbeitete sie mit Camillo Praschniker am Wiederaufbau des Österreichischen Archäologischen Instituts mit, zunächst unentgeltlich, von 1947 bis 1988 dann als wissenschaftliche Mitarbeiterin. 1955 wurde sie korrespondierendes, 1961 wirkliches Mitglied des ÖAI. 1984 wurde sie zur Hofrätin ernannt, 1985/86 war sie provisorische Leiterin des Österreichischen Archäologischen Instituts. Sie war weiters Universitätslektorin am Institut für Alte Geschichte und Klassische Archäologie der Universität Wien.
Sie führte zahlreiche Ausgrabungen am römischen Limes in Österreich durch, insbesondere in Mautern, Zwentendorf und Carnuntum.
Verheiratet war sie seit 1953 mit dem Althistoriker Roman Stiglitz (1922–1988).

## Auszeichnungen
- 1983: Wissenschaftspreis des Landes Niederösterreich
- 1986: Silbernes Ehrenzeichen der Universität Wien
- 1987: Großes Ehrenzeichen für Verdienste um die Republik Österreich

## Schriften
- Die Bevölkerung Noricums. Ungedruckte Dissertation, Universität Wien 1945.
- Führer durch das römische Mautern an der Donau. Selbstverlag des Österreichischen Archäologischen Instituts, Wien 1963.
- Das Römische Donaukastell Zwentendorf in Niederösterreich. Die Ausgrabungen 1953–1962 (= Der Römische Limes in Österreich. Band 26). Verlag der Österreichischen Akademie der Wissenschaften, Wien 1975, ISBN 3-7001-0134-1.
- mit Erna Schneider: Führer durch das römische Mautern – Favianis. Stadtgemeinde Mautern an der Donau, Schul- und Kulturausschuß, Mautern an der Donau 1991.
- als Herausgeberin: Das Auxiliarkastell Carnuntum. Band 1: Forschungen 1977–1988 (= Österreichisches Archäologisches Institut. Sonderschriften. Band 29). Phoibos-Verlag, Wien 1997, ISBN 3-900305-21-8.
- mit Verena Gassner, Christine Ertel und Sonja Jilek: Untersuchungen zu den Gräberfeldern in Carnuntum. Band 1: Der archäologische Befund (= Der Römische Limes in Österreich. Band 40). Verlag der Österreichischen Akademie der Wissenschaften, Wien 1999, ISBN 3-7001-2782-0.